# Tadelakt
Tadelakt – stiuk ozdobny pochodzący z okolic Marrakeszu w Maroku. Wykonywany jest ręcznie poprzez nakładanie warstwy tynku i polerowanie jej po wyschnięciu kamieniem półszlachetnym. Ze względu na swoją wodoodporność stosowany głównie w pomieszczeniach narażonych na kontakt w wodą. Do wykonania tadelakt używany jest wapień pochodzący z okolic Marakeszu, poza tym piasek, pył marmurowy. Pierwotnie także popiół i glina. Dla zapewnienia połysku i wodoodporności używano oleju oliwkowego, obecnie stosuje się mydło malarskie.